# Dąbrowa (Końskie)
Pour les articles homonymes, voir Dąbrowa.
Dąbrowa est une localité polonaise de la gmina de Fałków, située dans le powiat de Końskie en voïvodie de Sainte-Croix.